# American University of the Caribbean (Haïti)
L'American University of the Caribbean (AUC), logée aux Cayes, est fondée en 1983 et est constituée en tant qu'institution à but non lucratif exclusivement à des fins éducatives et scientifiques. Elle est incorporée dans l’État de Floride et est reconnue et agréée par le Ministère de l’Éducation Nationale et de la Formation Professionnelle de la République d’Haïti.

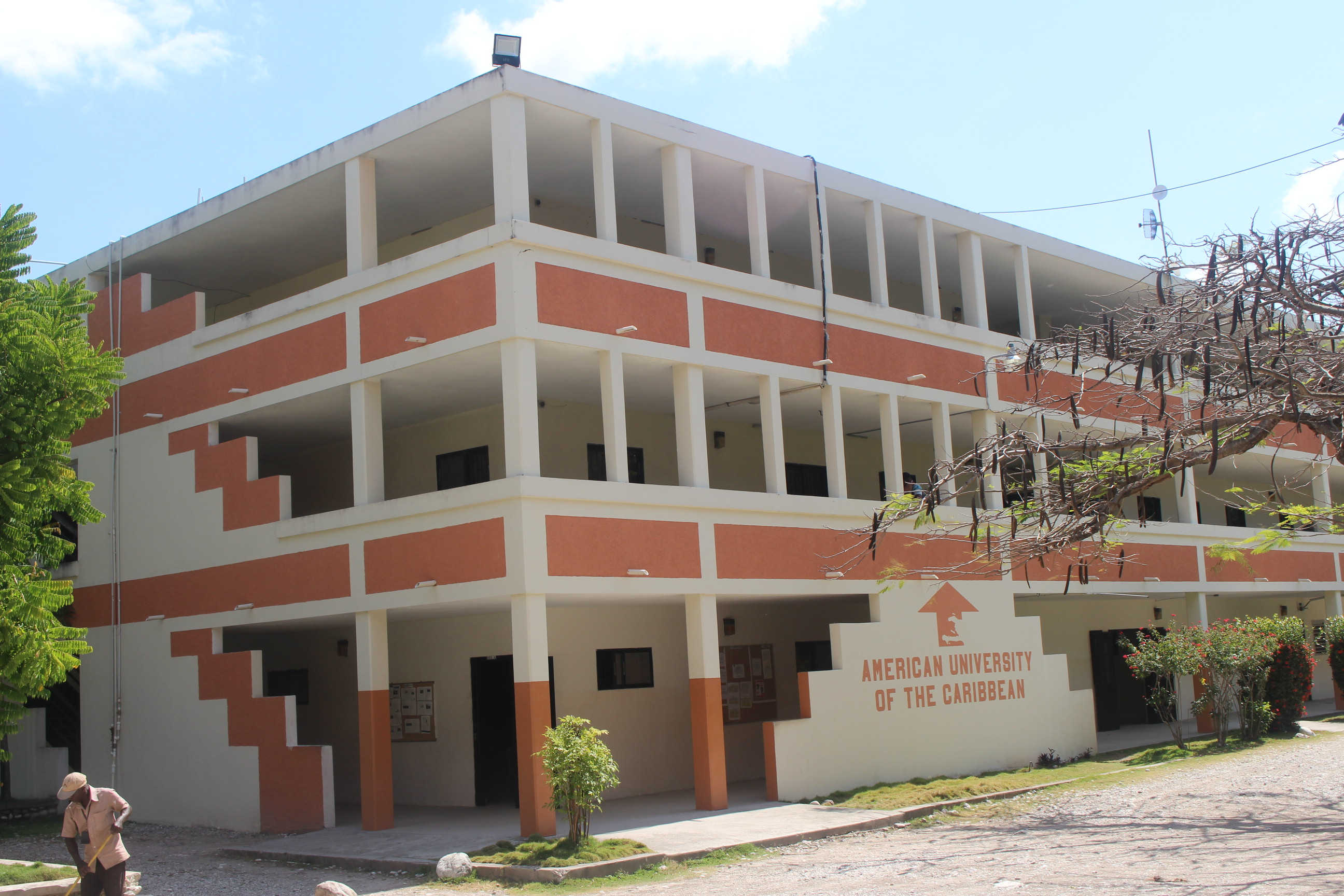
Bâtiment AUC des Cayes

En 2020, elle se trouvait dans le Top20 des universités haïtiennes selon un classement dressé par UniRank en se basant sur les critères suivants: "être agréé, licencié ou accrédité par l'organisation haïtienne appropriée liée à l'enseignement supérieur; offrant au moins quatre ans de diplômes de premier cycle (baccalauréat) ou de troisième cycle (maîtrise ou doctorat); dispensant des cours principalement dans un format traditionnel, en face à face, non à distance"